# 58534 Logos
58534 Logos (designação provisória 1997 CQ29) é um pequeno objeto transnetuniano cubewano, notável por ter um grande satélite chamado Zoe. Possui um diâmetro de 77 km, e orbita o Sol a uma distância média de 45,090 UA em 302,78 anos.
Logos foi descoberto em 4 de fevereiro de 1997 por Chadwick A. Trujillo, Jun Chen, David C. Jewitt e Jane Luu.

## Satélite
O satélite de Logos, Zoe, foi descoberto em 17 de novembro de 2001 a partir de observações com o Telescópio Espacial Hubble feitas por K. S. Noll, D. C. Stephens, W. M. Grundy, J. Spencer, R. L. Millis, M. W. Buie, D. Cruikshank, S. C. Tegler e W. Romanishin. Sua descoberta foi anunciada em 11 de fevereiro de 2002.
Zoe possui um diâmetro de 66 km, e orbita Logos a uma distância média de 8217 ± 42 km em 309,9 ± 0,2 dias, com uma excentricidade de 0,546 ± 0,008 e inclinação de 95,43 ± 0,47°.
A massa do sistema é de 4,58 ± 0,07×1017 kg.